# ياسمين ثنائي التفرع
ياسمين ثنائي التفرع (الاسم العلمي: Jasminum dichotomum) هو نوع من النباتات يتبع جنس الياسمين من الفصيلة الزيتونية. وهو نبات متسلق دائم الخضرة ينمو كشجيرة متجولة أو كرمة خشبية. الزهور عطرة جدًا وتفتح في الليل، لونها وردي عند التبرعم ثم بيضاء.

## موطنها
موطنه الأصلي في غرب ووسط إفريقيا الاستوائية من السنغال شرقًا إلى كينيا وإثيوبيا، وجنوبًا إلى موزمبيق وزامبيا.